# Omar Karami
Omar Abdul Hamid Karami (em árabe: عمر عبد الحميد كرامي‎‎) (An Nouri, 7 de setembro de 1934 — Beirute, 31 de dezembro de 2014) foi um político libanês que foi o 55º primeiro-ministro do seu país em duas ocasiões distintas. Ele foi primeiro-ministro pela primeira vez a partir de 24 de dezembro de 1990, quando Selim Hoss desistiu de poder, ficando no cargo até 13 de janeiro de 1992, quando renunciou devido à instabilidade econômica. Ele foi novamente o primeiro-ministro em outubro de 2004 a abril de 2005.

## Carreira
Karami trabalhou como advogado e empresário. Em 1989, ele foi nomeado ministro da Educação e em 24 de dezembro de 1990, primeiro-ministro. Ele esteve no cargo até maio de 1992, quando renunciou devido ao colapso da libra libanesa contra o dólar dos EUA, que provocou motins nas ruas. Karami foi eleito representante parlamentar de Trípoli em 1991, após o assassinato de seu irmão. No final de outubro de 2004, ele formou um gabinete após a renúncia de Rafik Hariri.
Devido ao assassinato do ex-primeiro ministro Hariri em 14 de fevereiro de 2005, membros da oposição culparam a Síria pelo assassinato e exigiram que a Síria retirasse suas tropas e pessoal de inteligência do Líbano. Os protestos cresceram em Beirute, apesar da proibição oficial dos protestos públicos, e a oposição planejou pedir um voto de censura. Em meio à pressão crescente, Karami anunciou em 28 de fevereiro de 2005 que seu governo renunciaria.
Dez dias após a renúncia, após protestos em Beirute que apoiavam o presidente Karami, o presidente Émile Lahoud renomeou Karami como primeiro-ministro em 10 de março e pediu-lhe que formasse um novo governo. Com o apoio da maioria dos deputados, Karami apelou a todos os partidos para se juntarem a um governo de unidade nacional.
Em 13 de abril, após não conseguir criar um novo governo, Karami renunciou novamente. Ele foi substituído por Najib Mikati no cargo. Esta renúncia adicionou à turbulência já prevalecente no Líbano desde o assassinato de Hariri, pois agora não havia governo para convocar as eleições que eram devidas em maio próximo. Karami não concorreu ao cargo nas eleições gerais de 2005.
Omar Karami faleceu na noite do dia 31 de dezembro de 2014, aos 80 anos de idade. Ele enfrentava uma longa batalha de uma doença desconhecida.